# Nueva Alemania
Nueva Alemania (auch Eduviges bzw. Hedwig genannt) ist ein Ort im mexikanischen Bundesstaat Chiapas. Der Ort gehört zum Municipio Tapachula und liegt im Tal des Tacaná-Vulkans in der Soconusco-Region, nahe der guatemaltekischen Grenze. Die Siedlung war lange Zeit eine Geisterstadt, nachdem vor einem Jahrhundert 6500 Menschen dort gelebt hatten. Im Jahr 2010 betrug die Bevölkerungszahl 5.

## Der Name des Ortes
Der Name Nueva Alemania ist spanischen Ursprungs und bedeutet „Neu-Deutschland“. Die ehemals deutschsprachigen Einwohner verwendeten auch den Namen Hedwig (bzw. Eduviges in spanischer Sprache).

## Geschichte
In den 1920er Jahren kamen viele Einwanderer nach Mexiko, Guatemala, Costa Rica und Nicaragua, um ins damals florierende Kaffeegeschäft einzusteigen. In der Region Soconusco siedelten sich insbesondere deutschsprachige Einwanderer aus Deutschland, Österreich, Brasilien und Chile an, die vom ehemaligen Präsidenten Porfirio Díaz eingeladen worden waren. Im Zuge des Aufbaus neuer Kaffeeplantagen in der Chiapasregion entstand auch die Siedlung Nueva Alemania.
Heutzutage fungiert die Siedlung mit fünf Einwohnern vor allem als Touristenunterkunft.